# Swaledale

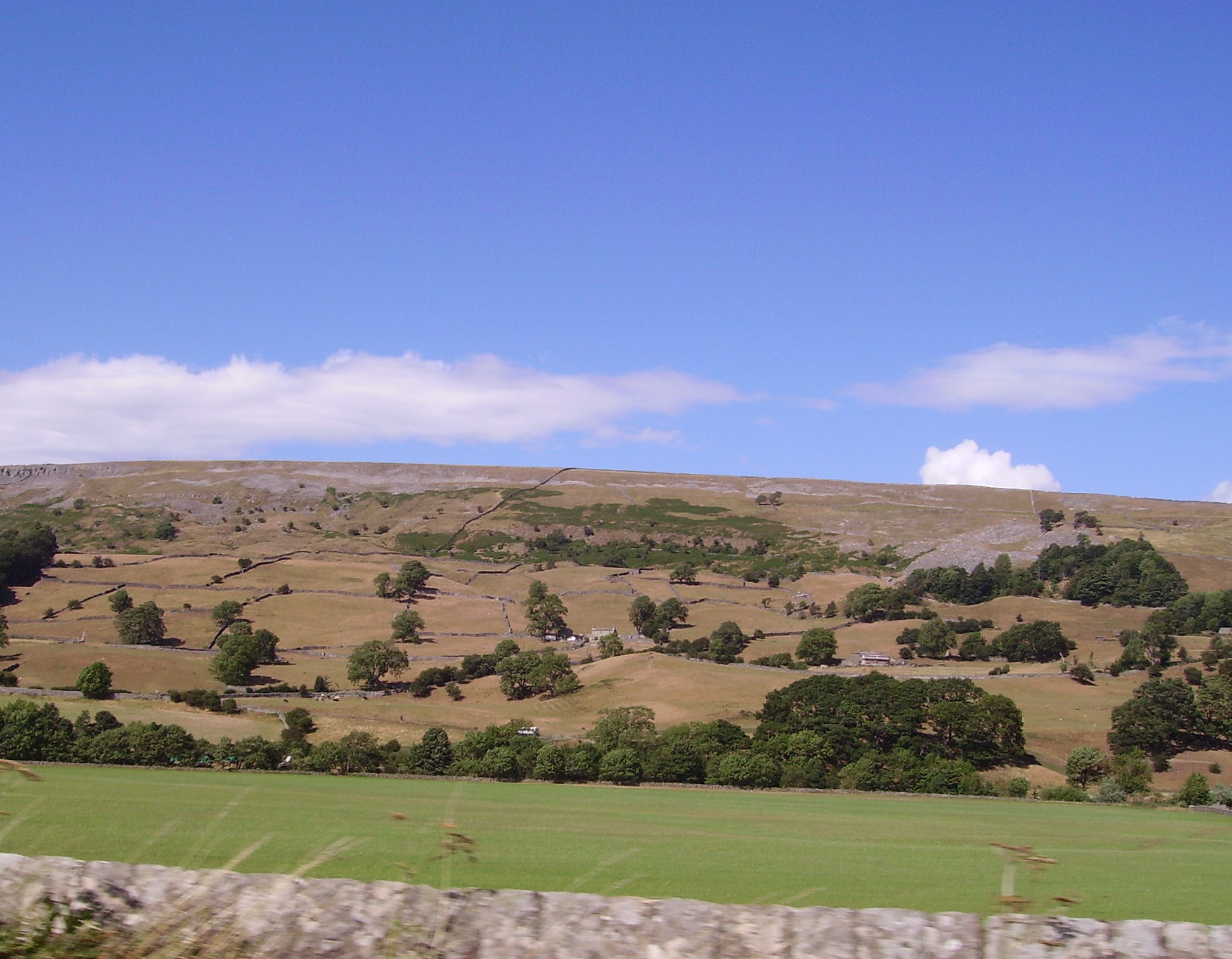
Krajobraz doliny Swaledale

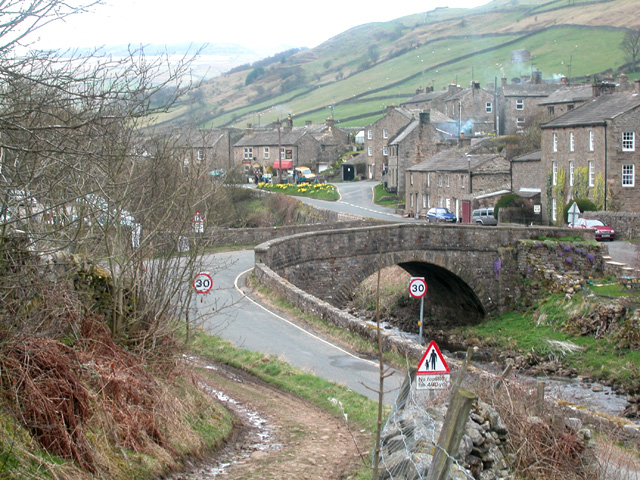
Wieś Muker w dolinie Swaledale

Swaledale – dolina w Wielkiej Brytanii, w hrabstwie North Yorkshire, w Anglii, wchodząca w skład Yorkshire Dales i należąca do parku narodowego o tej samej nazwie.
Dolina położona jest na wschód od Gór Pennińskich, a jej środkiem płynie rzeka Swale, od której pochodzi nazwa doliny. Dolina rozciąga się od wsi Keld na zachodzie do miasta Richmond na wschodzie. Główne miejscowości położone w dolinie to Gunnerside, Muker i Reeth.
Dolina znana jest m.in. z produkcji sera Swaledale oraz hodowli owiec. Dawniej Swaledale było miejscem wydobycia ołowiu.